# Pietro Vischi
Pietro Vischi (Mirandola, 29 novembre 1767 – Mirandola, 13 agosto 1824) è stato podestà della città di Mirandola.

## Biografia
Figlio di Giovanni Domenico e di Catterina Vischi, Pietro ebbe in moglie Demetria Muratori; fu il primo a nobilitare la famiglia. Egli era podestà in patria quando nel 1814 ebbe luogo l'ascesa al trono di Modena del duca Francesco IV. Ad esso, a nome dei suoi concittadini, presentò una Elegia latina di Angelo Bonicelli, già scolopio, allora professore di retorica nel ginnasio della Mirandola.
Fu anche successivamente confermato nella carica per vari anni e meritò che la sua casa fosse onorata dal duca Francesco IV. Nel 1818, restaurata la nobiltà di Mirandola, fu il primo, insieme ai propri figli, a essere iscritto nella convocazione del ceto nobile tenutasi nel 1º dicembre del detto anno, che venne poi successivamente approvata dal Regio Governo come da dispaccio del 24 dicembre n° 11138.
Morì vedovo all'età di 56 anni e fu sepolto nella chiesa di San Francesco di Mirandola; in essa, di fianco alla porta che conduce alla cappella di Santa Filomena, si legge un'iscrizione marmorea a lui dedicata come lapide.

## Fonti
- Memorie Storiche della Città e dell'Antico Ducato della Mirandola, Volume XXII, Don Felice Ceretti, 1916
- Enciclopedia storico-nobiliare italiana Vol. 6 Vittorio Spreti Arnaldo Forni Editore